# Marion Rosen
Marion Rosen, född 24 juni 1914 Nürnberg i Tyskland, död 18 januari 2012 i Berkeley i USA , var en tysk-amerikansk sjukgymnast som utvecklade Rosenmetoden och Rosenrörelser. 

## Ungdomsåren – bakgrund
Under 1930-talet fick Rosen kontakt med psykoterapeuter, som arbetade med massage, andnings- och avslappningsmetoder i anslutning till jungiansk psykoanalys, bland andra Gertrude Lederer, Karen Horney, Lucy och Gustav Heyer. Under två år lärde sig hon andnings- och avslappningsmetoder av Lucy Heyer.
På grund av sin judiska bakgrund blev Marion Rosen tvungen att lämna Tyskland. Hon reste till Sverige för att därifrån få visum till USA. Under sin vistelse i Sverige utbildade sig hon till sjukgymnast. Vid 24 års ålder flyttade hon till USA (Berkeley) och fortsatte sin sjukgymnastikutbildning. Efter ett par års arbete på sjukhus bland krigsskadade öppnade hon en privatpraktik i Oakland där hon arbetade i över trettio år.

## Rosenmetoden och Rosenrörelser skapas
I sitt arbete märkte Marion Rosen att de patienter som talade om händelser i sina liv tillfrisknade snabbast. Hon blev alltmer övertygad om sambandet mellan kropp och tanke och behandlade framgångsrikt patienter med skador som bottnade i känslomässig stress och undertryckta känslor. Utifrån detta utvecklades Rosenmetoden.
Marion Rosen började lära ut Rosenmetoden i mitten av 1970-talet. Snart bildades Rosen-institutet i Berkeley och skolor etablerades i många länder runt om i världen. Idag har metoden utvecklats till en global organisation med skolor som utbildar Rosenterapeuter runt världen.
Marion Rosen har även utvecklat s. k. Rosenrörelser (Easy Movements) som är mjuka rörelser till musik, en förebyggande sjukgymnastik. Rörelserna bidrar till ökad kroppskännedom och rörlighet, vilket ger ökat fysiskt och psykiskt välbefinnande.
Marion Rosen fortsatte undervisa, hålla föredrag och workshops samt behandla fram till hon fick en stroke i december 2011. Hon har behandlat tiotusentals människor och utbildat många lärare. Genom detta har hon fått erkännande som upphovskvinna inom dessa unika kroppsorienterade terapier.

## Lång kontakt med Skandinavien
1982 inledde Marion Rosen ett nära samarbete med Hans Axelson, grundare av Axelsons Gymnastiska institut, och hon höll sin första kurs i Sverige samma år. Hon besökte därefter Sverige och Norge för att undervisa flera gånger om året fram till 2009.